# ジャージー語
ジャージー語 (Jèrriais) は、インド・ヨーロッパ語族西ロマンス語オイル語のノルマン・フランス語に属す言語である。ジャージー・ノルマン語 (normand de Jersey)、ジャージー・ノルマン・フランス語 (Jersey Norman French) ともいう。英仏海峡のチャンネル諸島のジャージーで話されている。長年の英語使用により、年々話者数を大きく減らしていて、母語話者はかなり少ない。しかし、存続の努力がなされている。
類似の言語としてガーンジー語が英仏海峡のチャンネル諸島のガーンジーで話されている。またガーンジーのサーク島ではジャージー語の系譜をひくサーク語が話されている。サーク語はもともとはジャージー語話者のジャージーからの入植者によりサーク島にもたらされたものである。ジャージー語はこれらの言語とさらに大陸のノルマンディー地方のノルマン・フランス語に属する言語とも相互に意思疎通が可能である。
ジャージー語はジャージーの行政文書等で用いられるジャージー・フランス語とは異なる。